# Arantia ugandana
Arantia ugandana är en insektsart som beskrevs av Rehn, J.A.G. 1914. Arantia ugandana ingår i släktet Arantia och familjen vårtbitare. Inga underarter finns listade i Catalogue of Life.